# Evecliptopera acreta
Evecliptopera acreta là một loài bướm đêm trong họ Geometridae.